# Can’t Stop
Can’t Stop – trzeci singel z albumu By the Way grupy Red Hot Chili Peppers wydany w 2003 roku. Utwór został skomponowany przez Johna Frusciante, a tekst piosenki został napisany przez Anthony’ego Kiedisa.

## Charakterystyka utworu
Utwór osadzony jest w tonacji e-moll. Charakteryzuje się szybko rapowanymi zwrotkami, stosunkowo melodyjnymi refrenami oraz łącznikiem osadzonym w stylistyce reggae.

## Występy na żywo
Utwór często wykonywany na żywo, zwykle otwiera koncert, poprzedzony przez krótką improwizację.